# ノ・ケヒョン
ノ・ケヒョン（朝: 노계현、1970年5月17日 - ）は、大韓民国の男性声優、ナレーター。
1999年、韓国MBC15期採用、文化放送声優劇会に所属。現在はMBCの専属契約を離れ、フリーランスとして活動。

## 出演作品
※太字は主役・ヒロイン・メインキャラクター。

### アニメ

#### 日本作品の吹き替え
- アイシールド21（十文字一輝、高見伊知郎）
- 新世紀GPXサイバーフォーミュラSAGA（レオン・アンハート）
- BLUE DRAGON（ギリアム）

### ナレーション
- 病院24時〔병원 24시〕（KBS）
- 生放送世界の朝〔생방송 세상의 아침〕（KBS）